# Mosquée de Dioulasso-bâ
La mosquée de Diaoulasso-bâ est une mosquée historique construite dans les années 1800 à Bobo-Dioulasso au Burkina Faso.

## Histoire
La mosquée, qui porte le nom du quartier Dioulasso-bâ, a été construite vers 1880 par l’iman Sidiki Sanou. Samory Touré y aurait prié lors de son passage à Bobo-Dioulasso, avant de poursuive son combat contre les colons.
Le ministère chargé de la Culture et du Tourisme, sur la directive de l’ancien ministre Tahirou Barry a procédé à sa réhabilitation grâce à une souscription volontaire,,. Ce programme s'étend de 2016 à 2019 et représentait un montant de 500 millions de CFA cette dernière année.
Le minaret de la mosquée, essentiellement en bois de chauffe, s'est totalement effondré du 6 au 13 août 2021. À la suite de cet incident, les habitants de la ville s'interrogent sur l'efficacité du programme de réhabilitation.

## Description
La mosquée de Dioulassoba se distingue par son style architectural soudanais. Elle est construite à base de briques rondes composées de terre, de banco et d'argile. Elle est également constituée de deux minarets. Ces derniers, ainsi que les contreforts de ses murs, sont quant à eux faits en latérite dans une forme d'obus ou de pain de sucre. Vue de l'intérieur, la mosquée de Dioulasso-bâ est une grande pièce peinte en couleur beige,.

## Effondrement
Au fil des ans la mosquée a commencé par se détériorer. Face à sa dégradation continue, le ministère de la culture, des arts et du tourisme avec à sa tête Tahirou Barry a entrepris des travaux de réhabilitation d'un coût estimatif de 527 831 073 francs CFA. Lancées en 2016, les deux premières phases des travaux ont été bouclées en septembre 2019. Moins de deux ans après, le 8 août 2021, une partie du minaret principal s’est écroulée. Cet incident serait dû aux fortes pluviométries et aux vibrations des gros engins qui passent près de l'édifice,.